# Unser Mittwoch Abend
Unser Mittwoch Abend ist ein deutsches Gesellschaftsmelodram aus dem Jahre 1948. Unter der Regie von Werner Illing und dem angesehenen Kameramann Georg Krause spielen Gerti Soltau, Karl John und Hans Nielsen die Hauptrollen.

## Handlung
Berlin, in der frühen Nachkriegszeit. Mehrere Freunde treffen sich jedes Mal am Mittwoch Abend, um gemeinsam dem grauen Alltagseinerlei der Stadt und ihres Lebens zu entkommen. Es handelt sich dabei um die verschiedensten Charaktere mit den verschiedensten Schicksalen. Da ist beispielsweise die junge Grita, die sich allmählich von ihrem Gatten Georg zu lösen beginnt, weil er sich mehr und mehr der Spielleidenschaft hingibt. Sie findet eine neue Liebe zu dem Ingenieur Erik. Doch auch das junge Flüchtlingsmädchen Henny hat sich in den schmucken Ingenieur verliebt. Sie gerät bald auf Abwege und wird durch den Tod ihrer Mutter schließlich komplett aus der Bahn geworfen. Doch im richtigen Moment zeigt sich Lorenz, ein weiterer Mann aus dem Freundeskreis des Mittwoch Abends, der Henny schließlich auffängt. Nach ihrem Nervenzusammenbruch ist er es, der sie an ihrem Krankenlager besucht. Henny weiß jetzt, dass er die Liebe ihres Lebens sein wird.

## Produktionsnotizen
Unser Mittwoch Abend entstand im Studio der Ondia-Filmproduktion von Berlin-Wilmersdorf, passierte im August 1948 die alliierte Filmzensur und wurde am 3. September 1948 in Düsseldorf uraufgeführt. Die Berliner Premiere fand am 10. September 1948 im Westen der Stadt statt, im Osten Berlins lief der Film am 23. November 1948 an. 
Erich Zittwitz übernahm die Produktionsleitung. Peter Röhrig gestaltete die Filmbauten.

## Kritik
„Sentimentale Dreiecksgeschichte ohne Substanz und tiefere Bedeutung.“